# Alpha Horologii
Désignations
Alpha Horologii (α Hor / α Horologii) est l'étoile la plus brillante de la constellation de l'Horloge. Sa magnitude apparente est de 3,86. D'après la mesure de sa parallaxe annuelle par le satellite Gaia, l'étoile est située à environ ∼ 118 a.l. (∼ 36,2 pc) de la Terre. Elle s'éloigne du Système solaire à une vitesse radiale de +21,7 km/s.
Alpha Horologii est une étoile géante de type spectral K2III. C'est une géante du red clump, ce qui signifie qu'elle génère son énergie par la fusion de l'hélium dans son noyau. Elle est environ 41 % plus massive que le Soleil et son âge est estimé autour de 3,6 milliards d'années. Le rayon de l'étoile est 9,9 fois plus grand que le rayon solaire, elle est 47,3 fois plus lumineuse que le Soleil et sa température de surface est de 4 695 K.